# John Nelson Darby
John Nelson Darby (Westminster, 18 de noviembre de 1800 - Bournemouth, 29 de abril de 1882) fue un predicador y profesor bíblico angloirlandés y una figura de gran influencia entre los primeros Hermanos de Plymouth. Es considerado el padre del Dispensacionalismo moderno y del Futurismo. Hizo una traducción de la Biblia basada en los textos griego y hebreo con el título: "Las Sagradas Escrituras: nueva traducción desde sus lenguas originales".

## Biografía

### Primeros años
John Nelson Darby nació en 1800 en Westminster, Londres, y fue bautizado en St. Margaret el 3 de marzo del siguiente año. Provenía de una familia de terratenientes asentada en Leap Castle, en la región irlandesa de King’s County. Era sobrino del comandante naval Henry D'Esterre Darby, quien lo apadrinó y le puso el segundo nombre del almirante de la marina real Lord Nelson.
Darby estudió en la Westminster School y en el Trinity College de Dublín, donde se graduó con honores y obtuvo la Medalla de Oro en lenguas clásicas en 1819. Abrazó el cristianismo en su época de estudiante pero no existen evidencias de que hubiera empezado estudios de teología. Comenzó a ejercer de abogado, pero pronto sintió que esta profesión entraba en conflicto con sus creencias religiosas y prefirió ordenarse como clérigo anglicano en Irlanda, "renunciando a poner su talento al servicio de la injusticia". En 1825 fue ordenado diácono de la Iglesia de Irlanda y al año siguiente sacerdote.

### Años intermedios
Darby fue cura de la Iglesia de Irlanda en la parroquia de Delgany, condado de Wicklow, donde se le conocía por intentar convencer a los campesinos católicos de Calary de que abandonasen el catolicismo. Su tratado Cómo se salvó la oveja perdida es el relato personal de una visita a un joven pastor moribundo que habla de los entresijos de su obra entre los pobres. Posteriormente afirmaría haber convertido a cientos de ellos a la Iglesia de Irlanda. Sin embargo, estas conversiones cesaron cuando William Magee, arzobispo de Dublín, ordenó a los nuevos conversos jurar lealtad a Jorge IV como el nuevo legítimo rey.
Darby renunció al sacerdocio como protesta. En octubre de 1827, se hirió gravemente al caer de un caballo. Poco después aseguraría que durante el tiempo de convalecencia había reconocido que el "reino" descrito en el Libro de Isaías y en todo el Antiguo Testamento significaba algo completamente distinto a lo que mantenía la Iglesia cristiana.
Durante los cinco años siguientes se dedicó a desarrollar los principios de su teología, su convicción de que la organización del clero como estamento era un pecado contra el Espíritu Santo, pues estos no aceptaban que el Espíritu pudiera manifestarse a través de un miembro de la Iglesia. Darby se reunía con un grupo variopinto de creyentes en Dublín para partir el pan como símbolo de su unidad con Cristo, entre los que figuraban Anthony Norris Groves, Edward Cronin, J.G. Bellet y Francis Hutchinson. Hacia 1832, este grupo había crecido y comenzó a identificarse como una reunión cristiana. Viajaron por Inglaterra e Irlanda fundando nuevas asambleas hasta formar el movimiento conocido como los Hermanos de Plymouth.
Se cree que John Nelson Darby abandonó la Iglesia de Irlanda alrededor de 1831. Entre este año y 1833 tomó parte en la Conferencia de Powerscourt, un encuentro anual de estudiantes de la Biblia organizada por su amiga, la acaudalada viuda Lady Powerscourt. En dicha conferencia Darby expuso su escatología y sus ideas sobre la Iglesia, incluida la del rapto pretribulacionista. A lo largo de casi cuarenta años, quien fuera su principal intérprete William Kelly, fue seguidor fiel de sus enseñanzas hasta que murió. En su obra Mi relación con John Nelson Darby, Kelly afirmó: "nunca conocí ni escuché hablar de un santo más fiel al nombre de Cristo y a su Palabra".
Darby opinaba que el invento del telégrafo era una señal de que el fin del mundo estaba cerca. Lo llamó un invento de Caín que presagiaba el Armagedón. Era defensor de las doctrinas calvinistas cuando la Iglesia, a la que una vez sirvió, las atacaba. Su biógrafo Goddard afirma que Darby apoyaba esta doctrina de la Iglesia anglicana, tal y como expresa el artículo 17 de su credo Los treinta y nueve Artículos con referencia a la elección y predestinación. Darby decía sobre este asunto:
“Por lo que a mí respecta, no tengo ningún temor a equivocarme cuando digo que el Artículo 17 contiene la declaración más sensata y mejor condensada de cuantas declaraciones humanas pueda conocer sobre esta doctrina. No tengo ningún reparo en aceptar su sentido literal y gramatical. Creo que la predestinación a la vida es el propósito divino y eterno por el cual Dios, anteriormente a que fueran echados los cimientos de este mundo, decretó sin vacilación su oculto consejo de liberar de la destrucción y condenación a quienes había escogido de entre la raza humana para llevarlos como vasos de honra a la salvación eterna a través de Cristo”.

### Últimos años

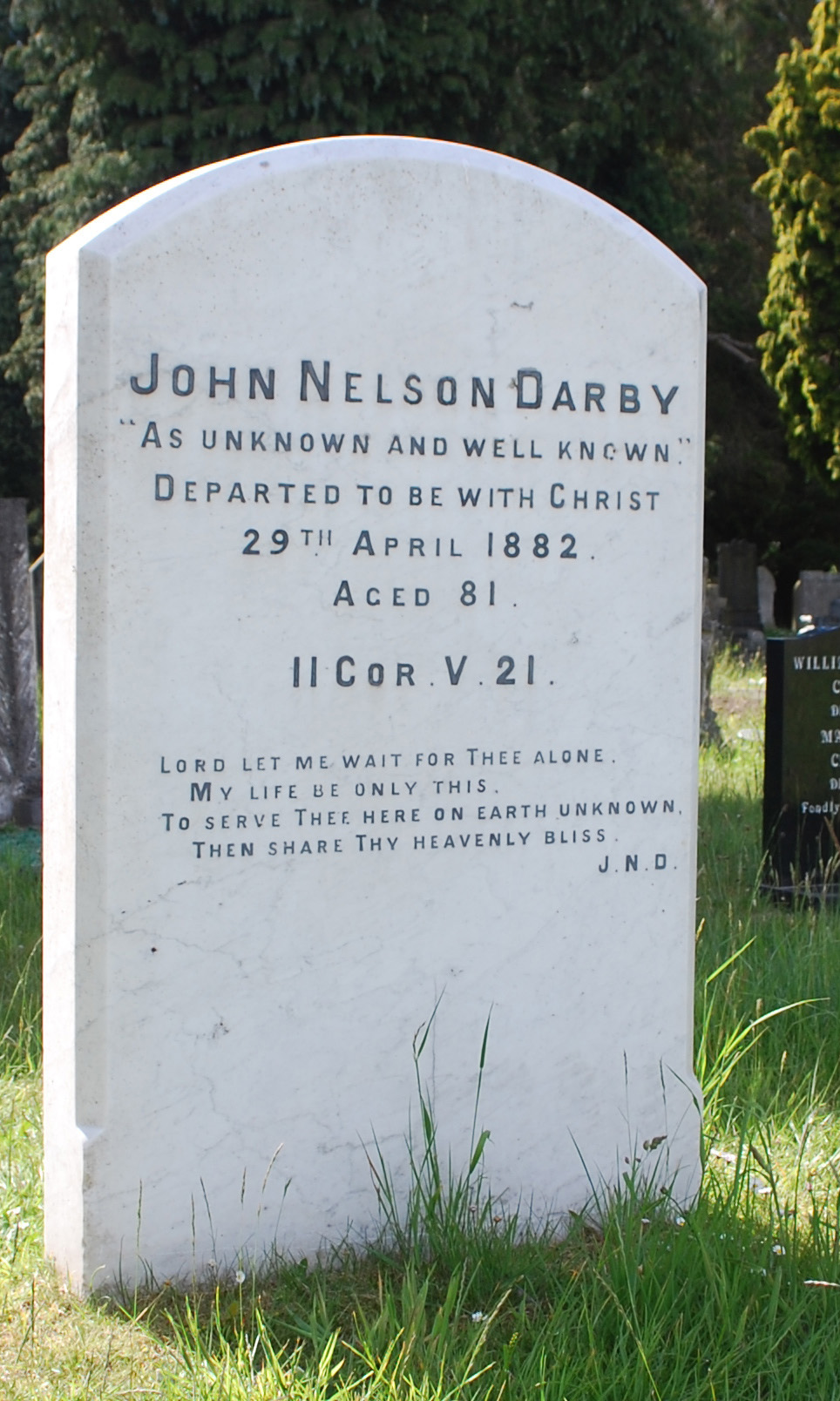
Lápida de John Nelson Darby

Darby viajó a lo largo y ancho de Europa y Gran Bretaña entre 1830 y 1840. Durante este tiempo fundó muchas asambleas de hermanos. En 1840 dio once conferencias en Ginebra sobre la esperanza de la iglesia (L'attente actuelle de l'église), con las que empezó a reconocerse su liderazgo y reputación como intérprete de profecía bíblica. Las creencias que difundió aún se propagan de diversas formas en lugares como el Seminario Teológico de Dallas, y por medio de autores y predicadores como Hal Lindsey y Tim LaHaye.
En 1848, Darby se vio involucrado en una compleja disputa sobre el método adecuado para ejercer la disciplina en las diferentes asambleas, método que todas debían adoptar por igual. Este asunto originó una división entre los “Hermanos Abiertos”, quienes mantenían una forma congregacional de gobierno, y los Hermanos Exclusivistas. Después de esto, fue reconocido como la figura dominante entre los Exclusivistas, que también vinieron a ser conocidos como “darbistas”. Realizó al menos cinco viajes misioneros a Norteamérica entre 1862 y 1877. La mayor parte de su labor se centró en Nueva Inglaterra, Ontario y la región de los Grandes Lagos. Asimismo hizo un largo viaje de Toronto a Sídney siguiendo la ruta San Francisco, Hawái y Nueva Zelanda. Hay disponible un índice geográfico de su correspondencia que lista los lugares que visitó. Utilizó sus conocimientos clásicos para traducir la Biblia a varios idiomas a partir de sus textos originales. Escribió una sinopsis de la Biblia en inglés y muchos otros artículos religioso-académicos. Escribió himnos y poemas, siendo el más conocido Varón de Dolores. Fue igualmente comentarista bíblico; sin embargo, declinó la oferta de contribuir a la revisión de la Biblia del Rey Jacobo I. Murió en 1882 en Sundridge House, Bournemouth, y fue sepultado en esta ciudad de Dorset con el siguiente epitafio:
John Nelson Darby / Ignorado y conocido / partió para estar con Cristo / el 29 de abril de 1882 / a los / 81 años de edad / 2ª Corintios 5:21.
"Señor, déjame esperarte solo a Ti / que mi vida tan solo sea de ignorado / servirte en la Tierra y en el Cielo tu dicha compartir  / JND.

## Influencia posterior
«Si aceptáramos la perspectiva de Darby sobre el rapto secreto —señalaba Benjamin Wills Newton—, entonces deberíamos "renunciar" a muchos pasajes del evangelio por no ir dirigidos a nosotros». Y esto es lo que Darby precisamente se dispuso a hacer.
Demasiado tradicional para admitir que los autores bíblicos se contradecían y demasiado racionalista para aceptar que el laberinto de la profecía desafiaba todo intento de comprensión, Darby llegó a una resolución de su dilema exegético haciendo la distinción entre pasajes de las Escrituras que van dirigidos a la Iglesia y aquellos otros que son para Israel.
El cometido de este exegeta bíblico fue, en palabras del sello del dispensacionalismo, «dividir correctamente la palabra de verdad».
Darby es reconocido en el mundo teológico como el padre del Dispensacionalismo, enseñanza popularizada en Estados Unidos por Cyrus Scofield en su Biblia Anotada de Scofield. 
Charles Henry Mackintosh (1820-1896) difundió las enseñanzas de Darby con su popular estilo entre las clases más humildes de la sociedad, y podría considerársele el reportero del movimiento de los Hermanos. Se encargó de dar a conocer a Darby más que cualquiera de los hermanos, si bien no hizo lo mismo con sus ideas ultradispensacionalistas. A principios del siglo XX y por mediación de Margaret E. Barber, las enseñanzas de los Hermanos ejercieron influencia para el himnario The Little Flock que Watchman Nee y Witness Lee confeccionaron. 
También se le debe a Darby el origen de la teoría del “rapto secreto”, la cual postula que Cristo se llevará súbitamente de este mundo a su Novia, la Iglesia, antes de que tengan lugar los juicios de la Gran Tribulación. Hay quienes afirman que este libro fue el origen de la idea del “rapto”. Las creencias de los dispensacionalistas sobre el destino de los judíos y el restablecimiento del reino de Israel, los ubican en un lugar prominente del sionismo cristiano. Este grupo de creyentes sostiene que "Dios puede volver a injertar a Israel", creencia que sustentan en su interpretación de las profecías del Antiguo Testamento. También afirman que, si bien es cierto que los caminos de Dios cambian de dirección, en sus planes de bendecir a Israel no se ha olvidado de ellos, sino que, así como en la actualidad está mostrando un favor inmerecido a la Iglesia, de igual forma levantará un remanente de Israel para dar cumplimiento a todas las promesas dadas a la descendencia de Abraham.

## Críticas
Charles Spurgeon, pastor del Tabernáculo Metropolitano y contemporáneo de Darby, fue bastante crítico con él y el movimiento de los Hermanos. Sus principales críticas fueron que Darby y los Hermanos de Plymouth rechazaban el propósito vicario de la obediencia de Cristo, así como la imputación de la justicia. Estos puntos eran tan importantes para él y tan esenciales al Evangelio que fue lo que le llevó a declarar su disconformidad sobre el resto de sus enseñanzas.
James Grant escribió el libro Los hermanos de Plymouth, su historia y herejías, en el cual dice: “contra este tipo de herejías mortales, alimentadas y enseñadas por los Hermanos de Plymouth en relación a algunas de las doctrinas más trascendentales del evangelio, he disertado prolijamente. Pero estoy convencido de que mis lectores no dejarán de sorprenderse por las perniciosas enseñanzas que los darbistas han aceptado, y que con tanto celo intentan propagar”.

## Obras
- The Holy Bible: a new translation by J.N. Darby, a parallel edition, Bible Truth Publishers: Addison, Illinois.
- Benjamin Wills Newton, anterior amigo de Darby. Las disputas que tuvieron por temas de doctrina y práctica dieron origen a la división entre Hermanos Exclusivistas y Hermanos Abiertos.
- The writings of John Nelson Darby, cortesía de Stem Publishing.
- The Holy Scriptures (A New Translation from the Original Languages by J. N. Darby), cortesía de Stem Publishing.
- A Letter on Free Will by J.N. Darby, Elberfeld, 23 October
- The Collected Writings Of J. N. Darby, Ecclesiastical No. 1, Volume 1: The Character Of Office In The Present Dispensation